# Zamek w Czerkasach
Zamek w Czerkasach (łac. Czircassi, Czircassia castrum et capitaneatus in palatinatum Kijoviae) – średniowieczny zamek położony w Czerkasach, nad Dnieprem, niegdyś należący do starostów czerkawskich.

## Historia
Zamek umocnił Eustachy Daszkiewicz, wojewoda kijowski, który otrzymał go za wstawiennictwem księcia ostrogskiego. Celem zamku było odpieranie ataków tatarskich i wspieranie wypraw na Siewierszczyznę. Sławna jest wyprawa Daszkiewicza z 1514 roku  zakończona bitwą pod Orszą. 
W dniu 22 maja 1593 roku podczas powstania Kosińskiego zamek obległy oddziały powstańcze, jednakże szybkie przeciwuderzenie wyprowadzonej z zamku jazdy starosty Aleksandra Wiśniowieckiego rozgromiło Kozaków i doprowadziło do śmierci Kosińskiego i upadku powstania.
W 1648 roku zamek broniony był przed kozakami Chmielnickiego przez Mikołaja Potockiego, kasztelana krakowskiego i hetmana wielkiego koronnego i hetmana polnego Marcina Kalinowskiego. W 1768 roku zamek został wzięty szturmem przez zbuntowanych chłopów i zniszczony. Po II rozbiorze Polski miasto Czerkasy zajęła Rosja i znalazło się ono w guberni kijowskiej Imperium Rosyjskiego.